# Kea (DHCP-сервер)
Kea — DHCP-сервер від позробників Internet Systems Consortium, що йде на зміну класичному ISC DHCP. Готові пакунки представлені для низки операційних систем. Сирцеві тексти проекту, переважно C++, поширюються під ліцензією Mozilla Public License (MPL) 2.0 , замість раніше застосовуваної для ISC DHCP ліцензії ISC License.
DHCP-сервер Kea заснований на технологіях BIND 10 і побудований з використанням модульної архітектури, що має на увазі розбиття функціональності на різні процеси-обробники. Продукт включає в себе повнофункціональну реалізацію сервера з підтримкою протоколів DHCPv4 і DHCPv6, здатну замінити собою ISC DHCP. У Kea вбудовані засоби динамічного оновлення DNS-зон (Dynamic DNS), підтримуються механізми виявлення серверів, призначення адрес, поновлення та переключення, обслуговування інформаційних запитів, резервування адрес для хостів і PXE-завантаження. У реалізації DHCPv6 додатково передбачена можливість делегування префіксів. Для взаємодії із зовнішніми застосунками надається спеціальний API. Можливо оновлення конфігурації на льоту без перезапуску сервера.
Інформація про виділені адреси та параметрах клієнтів може зберігатися в різних типах сховищ — зокрема надаються бекенд для зберігання в файлах CSV, СУБД MySQL, Apache Cassandra і PostgreSQL. Параметри резервування хостів можуть бути задані у файлі конфігурації в форматі JSON або у вигляді таблиці в MySQL. До складу входить інструмент perfdhcp для вимірювання продуктивності сервера DHCP і компоненти для збору статистики.
Kea демонструє непогану продуктивність, наприклад, при використанні бекеда MySQL сервер може виконати тисячу присвоєнь адрес в секунду (близько 4000 пакетів в секунду), а при використанні бекенду memfile продуктивність досягає 7500 присвоєнь в секунду.